# Lovin' Molly
Lovin' Molly es una película estadounidense dirigida por Sidney Lumet y estrenada en 1974, adaptación de la novela Leaving Cheyenne, de Larry McMurtry. Esta protagonizada por Anthony Perkins, Beau Bridges, Blythe Danner, Edward Binns, Susan Sarandon y John Henry Faulk.

## Sinopsis
Durante cuarenta años, dos jóvenes granjeros crecen amando a la misma joven, Molly. El primero, Gid, le da un hijo pero ella se casa con otro hombre, que morirá en la guerra como su hijo ilegítimo. Johnny, casado con una viuda, sigue enamorado de Molly.

## Ficha técnica
- Francés y título original: Amando a Molly
- Logro: Sidney Lumet
- Guion: Stephen J. Friedman, basado en la novela Leaving Cheyenne de Larry McMurtry
- Música: Fred Hellerman
- Trajes: Gen ataúd
- Asamblea: Joanne Burke
- Fotografía: Edward R. Brown
- Producción: Stephen J. Friedman
- Compañía de producción: Producciones SJF
- Empresa distribuidora: Columbia Pictures
- País de producción:  Estados Unidos</img>  Estados Unidos
- Idioma original: Inglés
- Género: teatro
- Duración : 98 minutos
- Fechas de lanzamiento :

## Reparto
- Anthony Perkins : Gid
- Beau Bridges :Johnny
- Blythe Danner : Molly Taylor
- Susan Sarandon :Sara
- Eduard Binns : Sr. Fry
- Conard Fowkes : Eddie White
- Claude traverse : Señor Taylor
- John Henry Faulk : Sr. Grinsom

## Producción
El rodaje tiene lugar en Bastrop, Texas.